# حركيات الإنزيم

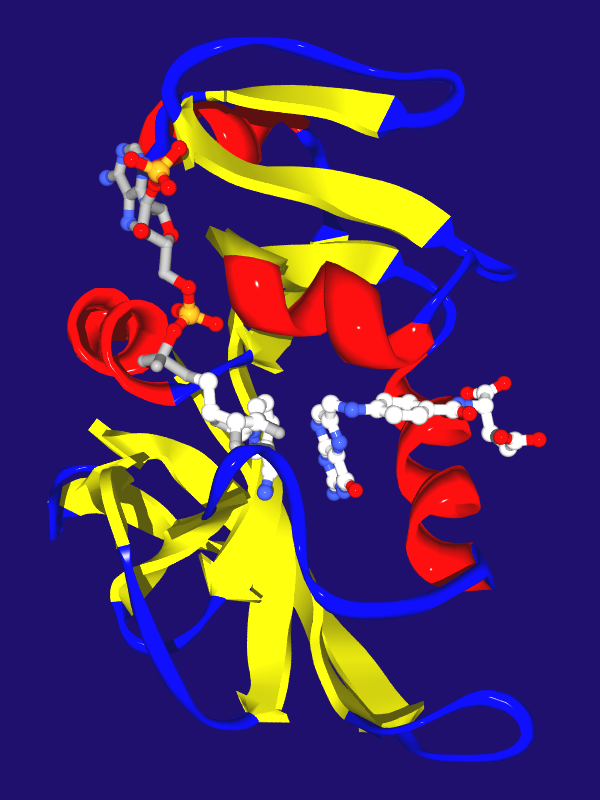

حركيات الإنزيم أو التحفيز بالإنزيمات هي دراسة التفاعلات الكيميائية التي تـُحفز من انزيمات، وبذلك فإن حركية الأنزيمات تشكل جزءا هاما من الكيمياء الحيوية حيث تتم عمليات التمثيل الغذائي بمساعدة تحفيز من انزيمات.
تهتم كيمياء التحفيز بالإنزيمات بوصف تغير التركيز وسرعة التفاعل أثناء مسيرة التفاعل من خلال معادلات التفاعل تعتمد على نظرية ميشائيليس-منتين، وتعيين الإحداثيات المرتبطة ببروتين معين (من حيث كفاءته إنزيم على التحفيز). وحيث أن وظيفة الإنزيم هي تسريع التفاعل وتوجيهه فلا يمكن الاستغناء عن تحليل طريقة تحفيز الإنزيم لفهم وظيفة الإنزيم.
في نفس الوقت تمكننا دراسة التحفيز بالإنزيمات من فهم كيفية التحكم في عملها، والكيفية التي تعطل بها سموم أو مخدرات عمل الإنزيم.

## النظرية
كان العالم الفرنسي فيكتور هنري أول من قام بدراسة العلاقة بين تركيز الناتج [S] وسرعة التفاعل لإنزيم v عام 1902. ولكن لم يكن وقت ذاك تركيز أيونات الهيدروجين في تفاعلات الإنزيمات معروفا، وإنما عرف ذلك عن طريق سورنسن 1909 الذي عرّف القيمة pH-value . تمكن بعد ذلك العالم الألماني ليونور ميشائيليس وتلميذه الكندي مود منتين عام 1913 من تفسير النتائج السابقة التي حصل عليها هنري في دراساته.
واستطاع العالمان بريجز وهالدان تعميم «معادلة ميشائيليس-منتين-هنري» عام 1925 في نظرية ميشائيليس-منتين.
كانت فكرة هنري الأساسية أن تفاعلات الإنزيمات يمكن تقسيمها على مرحلتين، تتضمن المرحلة الأولى ارتباط الإنزيم بالناتج، وفي المرحلة الثانية انفصال الإنزيم عن النتج.
ويمكن وصف تفاعل الارتباط عن طريق قانون فاعلية الكتلة. وهي تتميز بثابت تفكك:
{\displaystyle K_{d}=k_{-1}/k_{+1}}
وفيها تشكل {\displaystyle K_{d}} تركيز المركب الوسطي عندما تكون نصف جزيئات الإنزيم لا زالت مرتبطة بالمركب الوسطي. ويتناسب تركيز المركب الوسطي تناسبا عكسيا مع فعالية الإنزيم على المركب الوسطي.
تنقسم حركيات الإنزيم إلى:
1- حالة حركية قبل الاستقرار
هي الحالة التي عندها يندمج الانزيم بالمركب وفي هذه المرحلة ممكن أن يرجع إلى مركب + أنزيم
2- حالة حركية مستقرة
هي الحالة التي عندها ينفك المركب عن الانزيم ويخرج لنا الناتج

## اقرأ أيضا
- تركيز
- ثابت معدل التفاعل
- معامل تردد التصادم
- توازن ترموديناميكي
- توازن دينامي
- توازن الكتلة
- مول
- جزء مولي
- كتلة مولية
- نظام حركة حرارية
- درجة التفاعل
- حساب العناصر المتفاعلة
- نظرية التصادم
- معادلة ايرينج